# Злин
Злин (чеш. Zlín, у раздобљу 1949—1989. Gottwaldov) је значајан град у Чешкој Републици и велики град историјске покрајине Моравске. Злин је највећи град и седиште управне јединице Злински крај, где чини засебан округ Злин, и има 72.973 становника.
Град Злин је познат по светски познатој фабрици обуће "Бата", која овде зачета и развијена у бренд.

## Географија
Злин се налази у источном делу Чешке републике и удаљен је од главног града Прага 300 км источно. Од Брна, првог већег града, град је удаљен 100 км.

### Рељеф
Злин се налази у историјској области Моравској. Град се налази на заталасаном терену на приближно 230 м надморске висине. Источно од града уздижу се планине Всетинске врхи.

### Клима
Клима области Злина је умерено континентална.

### Воде
Град Злин се налази на малој реци Држевници, која се западно од града улива у већу реку Мораву.

## Историја
Подручје град било је насељено још у време праисторије. Насеље под данашњим називом први пут се у писаним докумнетима јавља 1322. године, када га је стекла краљица Елизабета Рикса. У то време Злин је већ био трговиште и служио је као занатски цеховски центар за околину Моравске Влашке, а градска права стиче 1397. године. Међутим, Злин је све до 20. века био мало средиште занатства и трговине.
Важна година за развој Злина била је 1894. године, када је Томаш Бата основао фабрику ципела „Бата“. Она је током Првог светског рата производила обућу за војску Аустроугарске. Индустрија Бата је преобразила град. Услед значајног привредног раста компаније и све већег просперитета њених радника, сам Бата је изабран за градоначелника Злина 1923. године. Архитекте тада савременог стила конструктивизма, обликовале су га у новом руху, а становништво се повећало са 3 на 35 хиљада у 1932. године. Власника Томаша Бату Млађег су протерали нацисти 1939. године, а после рата фабрика је национализована. По председнику Чехословачке Клементу Готвалду, 1949. године град је преименован у Готвалдов. Ово име град је носио до 1990. године, када је враћено старо име Злин. Реноме граду су донели филмски студији, пре свега анимирани филмови 60-их година. Од 2000. године. Злин је седиште Универзитета Томаш Бата.

## Становништво
Злин данас има око 80.000 становника и последњих година број становника у граду полако расте. Захваљујући Универзитету Томаш Бата (од 01.01. 2001), значајан део популације чине и студенти, њих око 10 хиљада.

## Познате личности
- Томаш Бата, предузетник и оснивач фабрике Бата
- Том Стопард, британски драмски писац
- Ивана Трамп, америчка пословна жена

## Партнерски градови
- Тренчин
- Сесто Сан Ђовани
- Изегем

## Галерија
- Римокатоличка црква
- Градска библиотека
- Пешачка улица у граду
- Управа фабрике „Бата“